# Vasile Tiţă
Vasile Tiţă (Bucarest, 21 febbraio 1928 – Bucarest, 24 giugno 2013) è stato un pugile rumeno.

## Palmarès

### Olimpiadi
- Argento a Helsinki 1952 nei pesi medi.